# Calibre 7,62 mm

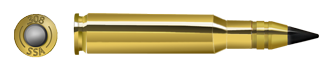
SSA 7.62mm 143gr AP cartucho de rifle, bala

El calibre 7,62 mm es un calibre nominal utilizado para una serie de cartuchos diferentes. Históricamente, esta clase de cartucho se conocía comúnmente como calibre .30, el equivalente en medidas imperiales y estadounidenses. Se utiliza sobre todo en cartuchos de caza. La medida equivale a 0,30 pulgadas o tres líneas decimales, que se escriben .3″ y se leen como tres líneas.
La designación 7,62 mm se refiere al diámetro interno del cañón en las tierras (las crestas helicoidales elevadas en los cañones estriados). El calibre real de la bala suele ser de 7,82 mm (0,308 pulgadas), aunque las armas soviéticas suelen utilizar una bala de 7,91 mm (0,311 pulgadas), al igual que los antiguos cartuchos británicos (.303 British) y japoneses (7,7×58mm Arisaka).

## Cartuchos de pistola en calibre 7,62 mm
Hay muchos cartuchos de pistola en este calibre; los más comunes son:
- 7,62×25 mm Tokarev, también conocido como 7,62 mm TT, se utiliza en la pistola Tokarev, y en muchos de los subfusiles soviéticos de la Segunda Guerra Mundial

- 7,63×25 mm Mauser, que fue la base y tiene dimensiones casi idénticas al Tokarev, pero tiene especificaciones de carga diferentes.

- 7,65×25 mm Borchardt, a partir del cual se desarrollaron los cartuchos Mauser y Parabellum.

- 7,65×21 mm Parabellum

- 7,65×17mm Browning, más comúnmente conocido como .32 ACP

- 7,62 mm SP-2, utilizado únicamente en la pistola de pitillo TKB-506

## Cartuchos de revólver en calibre 7,62 mm
Algunos de los cartuchos de revólver en este calibre son:
- 7,62×38mmR se utiliza únicamente en el revólver Nagant M1895.

- .32 Long Colt - originalmente recamarado para revólveres Colt de pequeño armazón y el rifle Marlin modelo 1892, este cartucho utiliza una bala escorada con una vaina del mismo diámetro que el diámetro mayor de la bala. Comparte dimensiones con el cartucho .32 rimfire de la misma longitud. No debe confundirse con el cartucho .32 Colt's New Police.

- El .32 S&W Long también se conoce como .32 Colt's New Police cuando se utiliza en revólveres Colt. La carga original para este cartucho utilizaba una punta redonda, o una punta redonda aplanada (en el caso del .32 Colt's N.P.) y se utilizó ampliamente en revólveres fabricados en EE.UU. y Europa hasta la Segunda Guerra Mundial. Este cartucho se utiliza en varias pistolas de puntería modernas (no revólveres) con cañones de punta plana. La versión corta de este cartucho (.32 S&W) se utilizó en muchos revólveres de cañón roto a finales del siglo XIX y principios del XX en EE. UU. y Europa.

- El .32 H&R Magnum es el único cartucho de revólver de este calibre que se utiliza ampliamente en la actualidad, sobre todo en revólveres de pequeño calibre. Se trata de una versión ampliada del muy anterior .32 S&W Long, que es una versión ampliada del .32 S&W.

- El .327 Federal Magnum es un nuevo cartucho desarrollado conjuntamente por Ruger y Federal. Este cartucho es una versión ampliada del .32 H&R Magnum.[3]

## Cartuchos de rifle en calibre 7,62 mm
Los cartuchos de rifle más comunes e históricos en este calibre son:
- .30 Carbine, utilizado en las carabinas M1/M2/M3, a veces se denomina 7,62×33mm.

- 300 AAC Blackout (7,62×35mm), también conocido como 300 BLK, está diseñado para la carabina M4 y el cargador STANAG.

- El 7,62×39 mm soviético, también conocido como 7,62 mm soviético, M43 u ocasionalmente .30 Short Combloc, está diseñado para el SKS y se utiliza en las ametralladoras ligeras AK-47, AKM, RPK y RPD.

- 7,62×40mm Wilson Tactical.

- 7,62×45mm vz. 52, fabricado exclusivamente para el fusil checoslovaco vz. 52, fue sustituido por el 7,62×39mm.

- 7.62×51mm NATO y su variante civil .308 Winchester, a veces descrito como .308 NATO por personas que mezclan las medidas imperiales y las consuetudinarias, es utilizado por algunos civiles, siendo las medidas métricas utilizadas por la OTAN.

- 7.62×53mmR, diseño finlandés basado en el proyectil ruso 7.62×54mmR.

- 7,62×54mmR, otro cartucho ruso, se utilizó por primera vez en el fusil Mosin-Nagant en 1891. Las versiones modernas del cartucho se utilizan actualmente en numerosos ejércitos del mundo como rifles de francotirador (en particular la familia SVD) y ametralladoras (numerosos tipos, muchos desarrollados a partir de la familia AK, como el PKM).

- .30-06 Springfield, es un cartucho militar estadounidense utilizado en la Primera Guerra Mundial, la Segunda Guerra Mundial, la Guerra de Corea y la Guerra de Vietnam, así como en la caza, se conoce como 7,62×63mm en medida métrica.

- .303 British, utilizado en los rifles Lee-Metford y Lee-Enfield, se conoce como 7,7×56mmR en medida métrica.

- El 7,7×58 mm Arisaka se utiliza en los fusiles Tipo 99, Tipo 2 y Tipo 4.

- El 7,65×53 mm Argentine se utiliza en varios rifles Mauser de cerrojo, principalmente en Bélgica, Turquía y Argentina.

- .308 Norma Magnum

- .300 Norma Magnum

- .300 Winchester Magnum se utiliza en muchos rifles de caza y de francotirador, a veces llamado 7,62×67mm.

- .300 Winchester Magnum Corto

- .300 Lapua Magnum, 7,62×70 mm

- .30-30 Winchester, un cartucho popular para la caza de ciervos, se utiliza normalmente en rifles de palanca, como el Winchester Modelo 1894 y el Marlin Modelo 336, y se adapta a las armas deportivas europeas como 7,62×51mmR.

- .30 R Blaser, utilizado en rifles de acción rápida para la caza de piezas medianas y grandes.

- .30 Thompson Center (.30 TC)[4]

- .30-378 Weatherby Magnum

- 30-40 Krag